# Nikoletina Bursać (1957.)
Nikoletina Bursać je hrvatska televizijska drama iz 1957. godine, u režiji Marija Fanellija i po scenariju Bože Milačića. Drama prikazuje dvije kraće scene iz romana Doživljaji Nikoletine Bursaća autora Branka Ćopića.
Premijerno je prikazana 2. svibnja 1957. na Televiziji Zagreb.

## Glumačka postava
- Đuka Tadić kao Nikoletina Bursać
- Ivo Fici kao borac Jovica
- Etta Bortolazzi kao Nikoletinina majka
- Anton Marti kao zarobljeni talijan

## Kritika
Dana 12. svibnja 1957. tjednik Jugoslavenski radio u kratkom je prikazu emisije pohvalio izvedbu dviju scena temeljenih na djelu Nikoletina Bursać Branka Ćopića. Glumac Đuka Tadić utjelovio je Nikoletinu s dozom humora, Anton Marti odigrao je ulogu zarobljenog Talijana, Ivo Fici tumačio je borca Jovicu, dok je ulogu Nikoletinine majke ostvarila Etta Bortolazzi. Emisija je ocijenjena kao u potpunosti uspješna, uz isticanje rada redatelja Marija Fanellija.

## Vanjske poveznice
- Nikoletina Bursać u internetskoj bazi filmova IMDb-a